# 城巴A29P線
城巴A29P線是香港一條已停辦的機場巴士路線，屬由城巴有限公司營辦的「城巴機場快線」之一，來往將軍澳站及機場，途經調景嶺、尚德邨、翠林邨、寶達邨、秀茂坪邨、四順、牛池灣、鑽石山、黃大仙及畢架山花園，並取道呈祥道、青葵公路、青嶼幹線及北大嶼山公路往返香港國際機場，全程收費為$44.0。A29P線於2015年9月27日起投入服務，原屬城巴A29線的特別班次，於2017年11月27日獲分拆為獨立路線，並在2023年12月18日因應城巴機場快線路線重組而取消服務，由城巴A28線取代。

## 歷史
城巴A29線為寶林及坑口一帶乘客提供直達機場之巴士服務，開辦後深受居民歡迎。然而，巴士公司為確保該路線之競爭力，故此拒絕將A29線服務範圍擴展至將軍澳市中心及調景嶺一帶；另一方面，四順及秀茂坪一帶當時未有全日巴士服務連接機場，居民只能依賴星期一至五早晚繁忙時間服務之城巴E22P線，其餘時間需前往觀塘道及龍翔道轉車往返機場。
有見及此，城巴及運輸署於2015年7月向西貢區議會交通及運輸委員會提出一系列提升將軍澳區往返機場的巴士服務的建議，其中包括開辦A29線之輔助線「A29P」，來往將軍澳站及機場，為將軍澳南、翠林邨、秀茂坪及四順提供全日直接往返機場的巴士服務，來回程介乎黃大仙站至機場之間不設任何中途站，亦不會停靠青嶼幹線巴士轉乘站。相關建議於同年7月23日的西貢區議會交通及運輸委員會會議上討論後，此線隨即於9月27日起投入服務，來回程於青嶼幹線巴士轉乘站補設巴士站。2016年8月15日起，此路線來回程於寶琳路近馬游塘村增設分站。
日出康城和清水灣半島多年來並未有直達機場之巴士服務，故當區居民及區議員人士爭取此路線延伸至日出康城。城巴及運輸署於2018年11月建議A29P線早上兩班由將軍澳站開出，經國泰城往機場的班次延長至日出康城，以配合乘客需求，因應路程延長，各班次提早15分鐘由日出康城開出，相關改動於同年12月30日實施。特別班次之日出康城總站初時位於港鐵康城站A出口的臨時公共運輸交匯處，2020年10月31日起，配合位於日出康城第五期「MALIBU」基座的永久公共運輸交匯處啟用而遷往該處。
因應香港國際機場二號客運大樓進行擴建工程，此線往機場方向由2019年11月29日起取消「機場（2號客運大樓）」巴士站。2021年1月9日起，A29P線與另外8條新巴及城巴路線試行電子支付系統，乘客使用電子支付工具（支付寶、雲閃付）內的交通二維碼即可繳付車資。
2021年3月24日起，A29P線暫停14:50和15:50由將軍澳站開出之班次，而機場頭班車臨時延至14:15開出；同年9月27日起，此線星期一至六由機場開出之17:15及18:15班次繞經航展道及航天城東路，並於航展道近機場博覽館、航天城東路近香港天際萬豪酒店及航天城交匯處設置中途站。2022年3月14日起，此線更臨時取消由日出康城及將軍澳站開出的所有班次，只提供17:15及18:15兩班由機場開出的班次，直至同年12月19日才恢復由日出康城開出的特別班次。2023年7月3日起，A29P線恢復部份由將軍澳站開出的主班次，並進一步恢復更多由機場開出的班次，但班次未有回復以往的水平。
另外，為配合將軍澳南及日出康城一帶的發展及人口增長，城巴及運輸署於《2020－2021年度巴士路線計劃》中，建議重組服務九龍東的城巴機場快線服務，當中建議A29P線所有班次劃一以日出康城為將軍澳端總站，並改經寶達邨公共運輸交匯處、安達邨、安泰邨及順利邨往返機場，同時更改路線編號為「A28」；原有在秀茂坪邨、順天邨及順安邨的服務，則由城巴A26線改經該帶取代。建議出爐後，西貢區議會認為新A28線在觀塘區的走線依然迂迴，未能改變乘客對新路線行車時間過長的觀感，要求精簡走線。運輸署願意聆聽，在同年12月提出的修訂方案中，建議新A28線直接取道新清水灣道往返安泰邨及牛池灣，不再途經順利邨（僅往日出康城方向繞經順利紀律部隊宿舍），A26線因此在改經秀茂坪後會繞經整個四順才往返牛頭角。
A28線原計劃於2021年第二季投入服務並取代A29P線，但受2019冠狀病毒病疫情影響，往返機場的需求量大跌，一度使該路線遲遲未能投入服務。直至疫情於2023年逐漸緩和，以及在西貢和觀塘區議員不斷爭取下，A28線於2023年12月18日起投入服務，此路線亦於同日起取消服務。

## 服務時間及班次
A29P線於取消服務前提供五個前往機場及七個前往將軍澳站之常規班次，當中星期一至六（公眾假期除外）17:15及18:15由機場開出的班次繞經機場博覽館及航天城東路。以下服務時間及班次資訊以取消服務前為准。
| 將軍澳站開          | 機場開       | 機場開       |
| 服務時間            | 服務時間     | 班次（分鐘） |
| ------------------- | ------------ | ------------ |
| 09:50、10:50        | 15:15－19:15 | 60           |
| 12:50、14:50、16:50 | 21:15、23:15 | 21:15、23:15 |

此外，A29P線於取消服務前提供每日兩個由日出康城經國泰城前往機場之特別班次，開出時間為05:25及06:55。

## 收費
A29P線於取消服務前全程收費為$44.0，並設12歲以下小童及65歲或以上長者半價優惠，惟此線並不受長者及合資格殘疾人士公共交通票價優惠計劃中的$2票價優惠覆蓋。乘客登車時需以現金或八達通卡繳付車資，不設找贖；而每位成人乘客可免費帶同最多兩名四歲以下而且不佔座位的兒童乘車。此外，乘客亦可使用指定電子支付工具繳付車資，使用此支付方式的乘客可享有與其他城巴獨營路線或聯營線城巴班次之轉乘優惠，惟不適用於與非城巴路線之轉乘優惠，乘客亦不能享有「公共交通費用補貼計劃」。
A29P線沿途分段收費如下：
| 上車地點＼落車地點 | 機場   | 將軍澳站 |
| ------------------ | ------ | -------- |
| 彩虹邨丹鳳樓起     | $40.8  | 不適用   |
| 青嶼幹線巴士轉乘站 | $17.8  | $30.3    |
| 國泰城             | $4.2   | 不適用   |
| 畢架山花園         | 不適用 | $13.6    |
| 黃大仙站起         | $10.5  |          |
| 秀茂坪邨秀樂樓起   | $6.8   |          |

此外，合資格的機場及港珠澳大橋香港口岸員工，持已向城巴登記「認可僱員身份」的實體個人八達通卡，可以每程$28.2優惠價乘搭此路線。相關乘客需在登車時向車長出示該八達通卡正面，獲得車長確認後以該卡繳付車費，優惠亦不能與其他轉乘優惠（青嶼幹線及將軍澳隧道巴士轉乘計劃除外）及即日來回優惠共用；而任何乘客乘搭此線往機場方向，然後於同一服務日內乘搭任何一條城巴機場快線日間路線往市區方向，即日來回機場／港珠澳大橋香港口岸／青嶼幹線巴士轉乘站及市區，次程可享半價優惠。該優惠只適用於來回程均使用八達通或指定電子支付工具的乘客。

### 轉乘優惠
A29P線取消服務前與新界路線792M、798、798P、798X及過海隧道巴士694線設轉乘優惠，乘客如先乘搭792M、798、798P及798X由西貢／將軍澳開出的班次，然後轉乘此路線前往機場，可回贈首程車資；乘搭此路線由機場開出的班次的乘客，則可免費轉乘694、792M、798、798P及798X前往西貢／將軍澳方向的班次，該優惠只適用於使用八達通或指定電子支付工具繳付車資的乘客。

## 用車

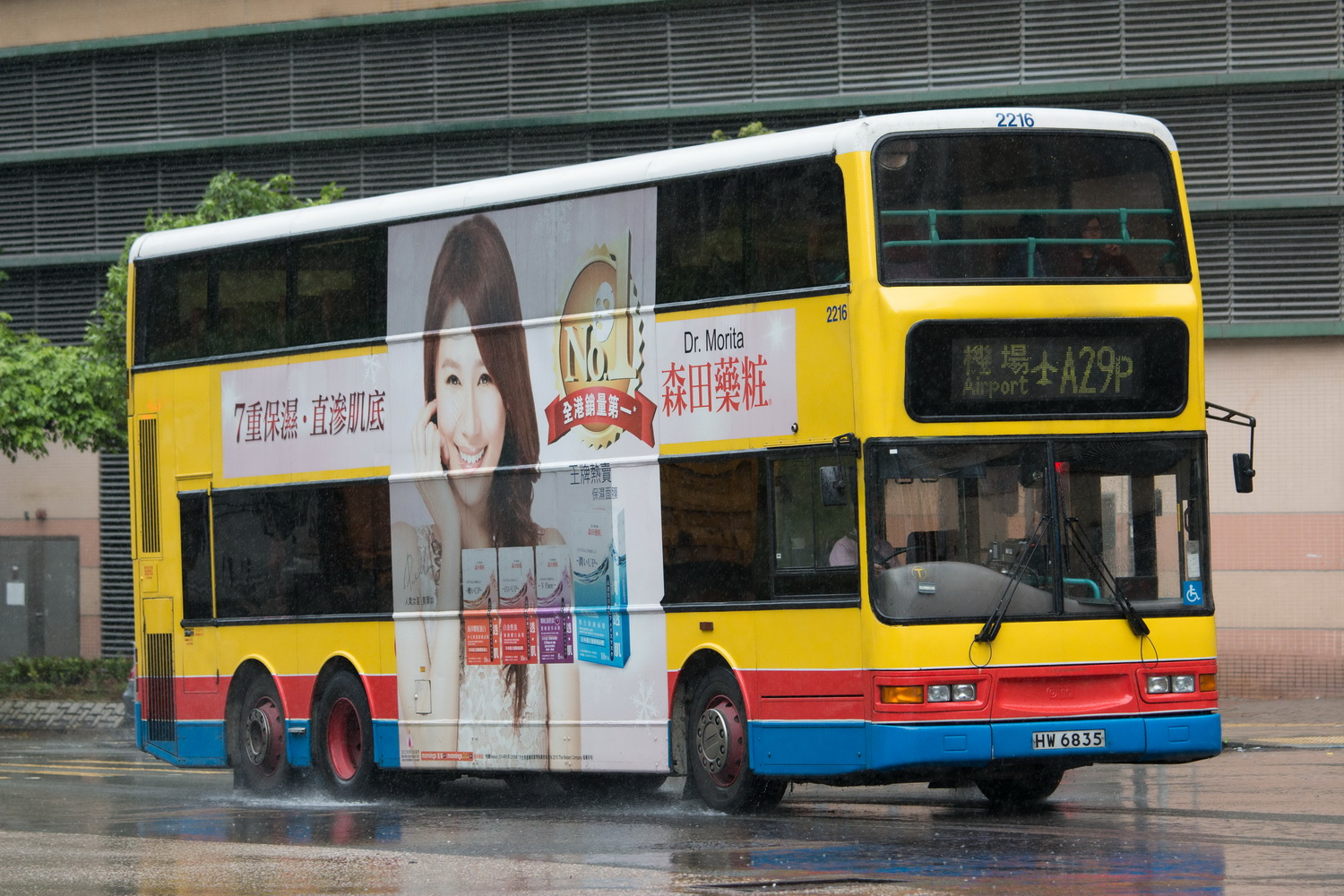
由於城巴機場快線車隊數量不足，A29P線在2016年間經常派出非豪華巴士行走

根據《2020－2021年度巴士路線計劃》，A29P線停辦前獲派最少1輛空調雙層巴士，主要派車為隸屬城巴機場快線車隊的Enviro500 MMC 12米（80XX）及12.8米（68XX）豪華巴士，該批豪華巴士內設有意大利真皮座椅，以提供較舒適的乘坐品質，並提供免費Wi-Fi等服務。惟在2016年間，由於城巴機場快線車隊數量不足，導致此路線經常派出非豪華巴士行走，但仍向乘客收取豪華巴士車費，西貢區議會遂針對相關問題提出議案，要求城巴確保派出豪華巴士行走此路線。

## 行車路線
A29P線由將軍澳站開出的班次途經唐德街、唐俊街、寶邑路、景嶺路、調景嶺站公共運輸交匯處、景嶺路、唐明街、寶康路、寶琳北路、寶琳路、秀茂坪道、曉光街、秀明道、秀茂坪道、順安道、順天巴士總站、利安道、新清水灣道、清水灣道、龍翔道、呈祥道、青葵公路、長青隧道、長青公路、青衣西北交匯處、青嶼幹線、北大嶼山公路、機場路、暢航路、機場路、機場南交匯處及暢連路前往機場；由機場開出之班次經途暢連路、機場南交匯處、機場路、北大嶼山公路、青嶼幹線、青衣西北交匯處、長青公路、長青隧道、青葵公路、呈祥道、龍翔道、大磡道、龍翔道、清水灣道、新清水灣道、順清街、順利邨道、順景街、利安道、順安道、秀茂坪道、秀明道、曉光街、秀茂坪道、寶琳路、寶琳北路、寶康路、康明街、景嶺路、寶邑路及唐俊街前往將軍澳站，具體停站請參考資訊框。

## 使用狀況
於2016年5月，A29P線最高每小時載客率不足50%，同年7月的整體載客率約20%，當中繁忙時間載客率約40%，而同年9月錄得的最高載客率則為約55%。
2017年1月，A29P線最高每小時載客率約60%，而全日最高載客率於同年5月錄得約70%。自從此路線早上經國泰城的特別班次起點遷至日出康城後，客量有輕微上升，該兩班車於2019年錄得的載客率分別約60%及35%，2023年錄得的平均載客率則分別約30%及50%。根據《2020－2021年度巴士路線計劃》，A29P線停辦最繁忙一小時的載客率為63%。